# Synasellus leysi
Synasellus leysi là một loài chân đều trong họ Asellidae. Loài này được Henry & Magniez miêu tả khoa học năm 1995.